# Пепе, Энрико
Энрико Пепе (итал. Enrico Pepe; 12 ноября 1989, Вико-Экуэнсе, Италия) — итальянский и мальтийский футболист, защитник клуба «Биркиркара» и сборной Мальты.

## Биография

### Клубная карьера
Воспитанник клуба «Кампобассо», за основной состав которого сыграл 14 матчей в пятой по значимости лиге Италии. Летом 2008 года подписал контракт с клубом Серии Б «Салернитана», за который дебютировал в январе 2009 года в матче против «Бари». Также выступал на правах аренды за клубы Серии С «Кассино» и «Сиракуза». Летом 2011 года Пепе перешёл в «Сиену», но практически сразу был отдан в аренду в клуб «Паганезе», с которым подписал полноценный контракт после окончания сезона. По ходу сезона 2013/14 перешёл в «Мессину», с которой стал победителем Серии C2 и сезон 2014/15 отыграл в Серии С.
В 2015 году Пепе стал игроком мальтийского клуба «Флориана». В сезоне 2016/17 вместе с клубом он завоевал Кубок Мальты, а в начале следующего сезона сыграл в двух матчах первого отборочного раунда Лиги Европы УЕФА против сербской «Црвены Звезды». В дальнейшем выступал за мальтийские клубы «Хамрун Спартанс» и «Биркиркара».

### Карьера в сборной
25 августа 2020 года за спортивные заслуги Энрико Пепе был удостоен гражданства Мальты. Дебютировал за сборную Мальты 6 сентября, отыграв весь матч против сборной Латвии в рамках Лиги наций УЕФА.

## Достижения
«Мессина»
- Победитель Серии С2 (группа Б): 2013/14

«Флориана»
- Обладатель Кубка Мальты: 2016/17
- Обладатель Суперкубка Мальты: 2017